# Špijun koji me volio (1977.)
Špijun koji me volio (eng. The Spy Who Loved Me)  britanski je akcijski triler iz 1977. To je deseti film iz serijala o  Jamesu Bondu i treći s  Rogerom Mooreom u glavnoj ulozi. Film je preuzeo naslov iz desetog romana  Iana Fleminga o britanskom tajnom agentu Jamesu Bondu. Bio je to prvi film iz serijala koji se u cijelosti temeljio na vlastitom scenariju, jer su nasljednici Iana Fleminga dopustili samo upotrebu naslova. Film je 1977. u roman pretvorio njegov scenarist Christopher Wood, a zvao se James Bond, špijun koji me volio. U filmu se pojavljuje povučeni megaloman Karl Stromberg koji planira uništiti civilizaciju i stvoriti novi svijet ispod mora. Bond se udružuje s  ruskom agenticom kodnog imena "XXX" kako bi zaustavio Stromberga.
Bio je to drugi film o Bondu kojeg je režirao Lewis Gilbert. Gilbert je prije režirao Samo dvaput se živi (1967.), a kasnije će režirati film Operacija Svemir (1979.). Film je bio nominiran za tri Oscara, a primio je i nominacije za Zlatni globus. S pretprodukcijom koja je počela kad je premijerno prikazan Čovjek sa zlatnim pištoljem u prosincu 1974., Špijun koji me volio označava prvi film koji nije producirao Harry Saltzman, koji je nevoljko prodao svoja prava studiju United Artists.

## Produkcija
Film Špijun koji me volio na mnogo načina su pratili nesreća i mnogi problemi. Prvo je bio odlazak producenta  Harryja Saltzmana koji je 1975. bio prisiljen prodati pola svojih prava za 20 milijuna funti. Saltzman se upustio u nekoliko drugih avantura s neizvjesnim ishodom, što ga je dovelo do osobnih financijskih poteškoća koje nisu bile povezane s Bondom. Stanje se pogoršalo kad je njegova supruga obolila od raka, a on je patio od kliničke depresije.
Drugi problem bio je kako naći redatelja. Producenti su kontaktirali  Stevena Spielberga koji se nalazio u postprodukciji filma Ralje, pa im je rekao da će sačekati 'kako će film o ribama ispasti'. Prvi redatelj koji je dovođen u vezu s filmom bio je Guy Hamilton koji je režirao prethodna tri Bond filma, kao i Goldfinger, ali je dao otkaz kad mu je ponuđena režija filma Superman. Producenti su se tada obratili  Lewisu Gilbertu koji je režirao prijašnji film o Bondu, Samo dvaput se živi.
S konačno osiguranim redateljem, sljedeća prepreka bio je scenarij koji su prepravljali mnogi scenaristi nekoliko puta. Negativac je trebao biti Ernst Stavro Blofeld; međutim, Kevin McClory koji posjeduje prava na film Operacija Grom ishodio je sudsku zabranu, što je još malo odgodilo film. Negativac je poslije postao Karl Stromberg kako ne bi bila povrijeđena zabrana. Redatelj Lewis poslije je doveo  Christophera Wooda da završi scenarij. Iako je Ian Fleming zahtijevao da se ne smije koristiti nijedan dio njegova romana, u njemu se pojavljuje negativac Sol Horror koji je opisan s čeličnim zubima. Taj lik bit će uzor za Zubu (Jaws), iako na čeličnim zubima završava svaka usporedba Horrora i Zube.
Bez obzira na sve produkcijske probleme, Špijun koji me volio bio je financijski i box-office pogodak, zaradivši 185 milijuna dolara s budžetom od 14 milijuna. U to vrijeme bio je najuspješniji Bond film.

### Scenarij
Broccoli je angažirao više scenarista da prilagode scenarij, među njima i Stirlinga Silliphanta, Johna Landisa, Ronalda Hardyja, Anthonyja Burgessa i Dereka Marlowea. Na kraju će scenarij ponovno doći do Richarda Maibauma koji se prvo trudio ubaciti poneku ideju svih pisaca. Ovo se činilo nezgrapno pa većina ideja nije preživjela, ali neke ipak jesu - na primjer, ideja o podmorničkom silosu navodno je došla od  Anthonyja Burgessa.
Maibaumova prva verzija scenarija govorila je o međunarodnom terorističkom savezu koji provaljuju u SPECTRE-in stožer, svrgavaju Blofelda prije nego što su pokušali uništiti svijet kako bi stvorili preduvjete za Novi svjetski poredak. Broccoli je odbacio ovu verziju jer je smatrao da je previše politična, i vratio ga Maibaumu.
U međuvremenu, Guy Hamilton, koji je snimio prethodna tri Bond filma (od kojih nijedan nije uspio nadmašiti njegov debi u serijalu, Goldfinger (1964.) i koji je trebao režirati ovaj film, tražio je slobodne ruke da režira film Superman.
To je otvorilo vrata Lewisu Gilbertu koji se vratio u serijal gotovo deset godina nakon njegova uspjeha s filmom Samo se dvaput živi (1967.). Kad je pročitao Maibaumov scenarij, predložio je Broccoliju da angažira drugog scenarista (Christophera Wooda) koji će doraditi scenarij, ali ostaviti ideju o super-tankeru koji guta druge brodove i novog negativca, Zubu, ubojicu s čeličnim zubima.
Broccoli je prihvatio Woodove prijedloge o promjeni Maibaumova scenarija, ali prije no što se mogao baciti na posao, iskrsnule su nove pravne komplikacije. U godinama nakon filma Operacija Grom (1965.) Kevin McClory osnovao je dvije filmske kompanije te surađivao sa Seanom Conneryjem i romanopiscem Lenom Deightonom pokušavajući snimiti novi film o Bondu. McClory je čuo da Broccoli u filmu planira spomenuti SPECTRE, organizaciju koju je kreirao Fleming dok je radio s McCloryjem i Jackom Whittinghamom kad su prvi put pokušali ekranizirati Operaciju Grom, prije nego što je to uopće postao roman, u kasnim pedesetima.
McClory je prijetio da će tužiti Broccolija za kršenje autorskih prava tvrdeći da isključivo on ima pravo na korištenje SPECTRE-e i njezinih agenata, uključujući Blofelda. Ne želeći da se priča otegne na sudu, što bi odgodilo produkciju filma, Broccoli je rekao Woodu da iz svojeg scenarija izbaci sve reference na SPECTRE.
Za ulogu ruske agentice Anye Amasove Broccoli je htio bivši model Lois Chiles, ali iz razgovora s njezinim agentom otkrili su da se Chiles navodno povukla u privremenu mirovinu te da uzima satove glume u New Yorku. Umjesto nje, ulogu je dobila bivši model Barbara Bach, supruga  Ringa Starra.
S Kenom Adamom, scenografom, i daleko većim budžetom, bilo je jasno da će publika dobiti luksuznog Bonda. Tako luksuznog da studio Pinewood nije imao ni približno dosta prostora da primi posljednju ekstravaganciju, interijer Strombergova masivnog supertankera.

### Set
U ožujku 1976. počela je izgradnja novog zvučnog studija u Pinewoodu, ogromni 007 zvučni studio. Uz to, studio EON je platio za gradnju jednog od najvećih vodenih rezervoara u filmskoj industriji, koji može primiti 1,200,000 galona vode. U to vrijeme  Britanija se suočavala s velikom sušom i pratećim redukcijama vode, na ovo je gledano kao na nepotrebnu rastrošnost, iako je studio tvrdio kako vodu crpe ispod prirodnog izvora smještenog ispod studija.
Dok je trajala gradnja masivnog Liparusa, pomoćna ekipa predvođena  Johnom Glenom otišla je u  Kanadu gdje su u srpnju 1976. snimili puno puta spominjanu uvodnu sekvencu - Bondov smioni bijeg od progonitelja skijanjem preko litice i let u slobodu ispod padobrana s  britanskom zastavom. Veteran iz Bondovih filmova, Willy Bogner, uhvatio je akciju kaskadera Ricka Sylvestera koji je zaradio 33 tisuće funti za iznimno opasnu scenu.
Glavno snimanje počelo je u kolovozu 1976., putujući prvo od  Sardinije do  Egipta za neke od prvih scena filma. Na Sardiniji je Moore morao voziti prvi od dva Lotus Esprita koji su se pojavili u filmu. Drugi, specijalno modificirani model putovao je u Nassau kako bi se snimile mnoge podvodne scene.
U Egiptu je ekipa posjetila tržnicu s mirodijama u  Kairu, Gyer-Andersonov muzej i, naravno, piramide u Gizi. Međutim, tijekom snimanja došlo je do manjka hrane, nakon čega je Broccoli spasio stvar skuhavši špagete za 100 gladnih članova ekipe.
Produkcija se nakratko vratila u Ujedinjeno Kraljevstvo kako bi se snimila podmornička baza Faslane, nakon čega se krenulo u  Španjolsku, Portugal i Bay of Biscay gdje su snimljene eksterijerne scene supertankera. Nakon završetka osnovnog snimanja, 5. prosinca 1976. masivni 007 Stage službeno je otvorio premijer Harold Wilson na svečanoj ceremoniji.

### Filmske lokacije
- Austrijske Alpe
- Mornarička baza Faslane, Škotska
- Kairo, Egipat
- Piramide u Gizi, Egipat
- Abu Simbelm, Egipat
- Moskva, Rusija
- Sardinija, Italija
- Sredozemno more

### Lokacije snimanja
- Pinewood Studios, Engleska
- Sardinija
- Egipat
- Malta
- Škotska
- Okinawa
- Švicarska
- Kanada
- Bahami

## Radnja
Karl Stromberg ukrao je  britansku i  sovjetsku nuklearnu podmornicu u pokušaju da lansira nuklearno oružje na razne ciljeve širom svijeta. James Bond udružuje se s bojnicom Anyom Amasovom (ili Agentica XXX), predanom agenticom iz  Sovjetskog Saveza, kako bi otkrili što se dogodilo i spriječili mogući Treći svjetski rat.
Film počinje u  Austriji, gdje Bond bježi iz zasjede koju su mu priredili sovjetski agenti, ubivši jednog od njih u skijaškom spustu koji završava nezaboravnom scenom iz Bond filmova: nakon što je Bond prešao preko litice i pao... otvara se padobran s  britanskom zastavom (film je objavljen u godini 25. godišnjice vladavine  kraljice Elizabete II.). Natrag u bazi, Bond saznaje kako netko pokušava pokušava prodati navigacijske planove za napredne podmornice onom koji ponudi najvišu cijenu. Bond odlazi u Egipat, gdje bi se pokraj piramida trebao naći s prodavačem. Ovdje prvi put susreće prekrasnu bojnicu Anyu Amasovu, koja mu postaje rival u potrazi za planovima, a kasnije partnerica nakon što saznaju da je osoba koja stoji iza krađe planova (Karl Stromberg, brodovlasnik tajkun) odgovorna i za nestanak podmornica.
Par odlučuje poći na  Sardiniju, u Strombergovu bazu. U vlaku prema tamo, Bond spašava život Amasovoj nakon što ju je napao Zubo. Ubrzo po dolasku na Sardiniju, Amasova doznaje kako je Bond ubio jednog sovjetskog agenta u Austriji, za kojeg publika već zna da joj je bio ljubavnik. Kaže Bondu da će završiti misiju s njim, ali se svečano zaklinje da će ga ubiti čim završe misiju iz osvete. Predstavljajući se kao morski biolog i njegova žena, posjećuju Strombergovu bazu i otkrivaju da on ima misteriozni novi supertanker, Liparus. Nakon što su napustili bazu, Zubo i ostali, uključujući pilotkinju helikoptera zvanu Naomi (Caroline Munro), opet ih pokušavaju ih ubiti, ali svi pokušaji padaju u vodu zbog Bondovih vozačkih vještina i činjenice da se njegov auto - Lotus Esprit iz Odjela Q - može pretvoriti u podmornicu.
Počinju istraživati Strombergovu bazu Atlantis i potvrđuju kako on upravlja sustavom za navigaciju. Modificirani supertanker zarobljava američku podmornicu, a Stromberg počinje provoditi svoj plan. Plan je lansirati nuklearne projektile iz podmornica koje je zarobio, a mete su New York i Moskva. Ovo će započeti Treći svjetski rat, koji će Stromberg promatrati iz svojeg podvodnog grada, uspostavljajući novu civilizaciju.
Međutim, počinje masovna bitka između posade Liparusa i onih zarobljenih iz podmornica koja kulminira bijegom i uništenjem Atlantisa. Bond uspijeva namjestiti da  britanska i  sovjetska podmornica umište jedna drugu, spasivši Moskvu i New York, i kreće se konačno obračunati sa Strombergom i spasiti Amasovu. Bond upuca Stromberga i, nakon posljednje bitke sa Zubom, dvoje špijuna napuštaju bazu prije nego što je ona uništena. Čekajući spašavanje u maloj kapsuli, Bond konačno otvara šampanjac i sugerira da nazdrave. Amasova podsjeća Bonda kako se zaklela da će ga ubiti i izvlači pištolj, ali umjesto da ga upuca, nasmije se nakon što je puknuo čep šampanjca, što je streslo Bonda. On joj upućuje posljednji prijedlog, koji Amasova odobrava: da skinu mokru odjeću. Amasova mu konačno oprašta i dvoje se strastveno zagrle. Njihovi šefovi se užasavaju našavši ih u kompromitirajućem položaju.

## Vozila i naprave
- Lotus Esprit - Automobil koji se može modificirati u podmornicu.
- Skuter - "Vodeni motocikl" koji Bond koristi kako bi otputovao s američke podmornice do Strombergova Atlantisa kako bi spasio XXX.
- XXX-ine cigarete - Cigarete koje u sebi sadrže prah za uspavljivanje.
- Seiko Quartz sat - Preko njega MI6 šalje Bondu važne poruke, printajući ih u obliku minijaturnog teleprintera.
- Pištolj u skijaškom štapu - Korišten je kao projektil protiv progonitelja. Bond ga koristi kako bi ubio XXX-ina ljubavnika bježeći od njega u uvodnoj sekvenci.

## Glumci
- Roger Moore - James Bond
- Barbara Bach - Bojnica Anya Amasova (Agentica XXX)
- Curd Jürgens - Karl Stromberg
- Richard Kiel - Zubo
- Caroline Munro - Naomi
- Bernard Lee - M
- Lois Maxwell - Gđica. Moneypenny
- Desmond Llewelyn - Q
- Geoffrey Keen - Fredrick Gray (ministar obrane)
- Walter Gotell - General Gogolj
- Olga Bisera - Felicca
- Eva Rueber-Staier - Rubljović

## Glazba u filmu
Slijedi popis pjesama u filmu:
1. Nobody Does It Better — Carly Simon
2. Bond 77 (James Bond Theme)
3. Ride To Atlantis
4. Mojave Club
5. Nobody Does It Better (instrumental)
6. Anya
7. The Tanker
8. The Pyramids
9. Eastern Lights
10. Conclusion
11. End Titles- Nobody Does It Better — Carly Simon

## Vanjske poveznice
- Špijun koji me volio u internetskoj bazi filmova IMDb-a
- Špijun koji me volio na Rotten Tomatoes
- Špijun koji me volio na Box Office Mojo
- The Spy Who Loved Me page on the Ultimate James Bond Community  Arhivirana inačica izvorne stranice od 13. siječnja 2007. (Wayback Machine)
- MGM's official site for the film